# Hồ Tĩnh Hàng
Hồ Tĩnh Hàng (sinh ngày 23 tháng 3 năm 1997 tại Ngạc Châu) là một cầu thủ bóng đá người Trung Quốc hiện tại thi đấu cho đội bóng Giải bóng đá Ngoại hạng Trung Quốc Thượng Hải SIPG.

## Sự nghiệp câu lạc bộ
Tháng 7 năm 2015, Hồ Tĩnh Hàng bắt đầu sự nghiệp bóng đá chuyên nghiệp khi anh được đôn lên đội một của câu lạc bộ Thượng Hải SIPG. Ngày 9 tháng 2 năm 2016, anh có trận đấu ra mắt cho Thượng Hải SIPG trong trận gặp Muangthong United ở vòng loại giải vô địch bóng đá các câu lạc bộ châu Á 2016 (vòng play-off), vào sân từ băng ghế dự bị thay cho Asamoah Gyan ở phút 90. Anh có trận đấu ra mắt Giải bóng đá Ngoại hạng Trung Quốc vào ngày 29 tháng 5 năm 2016 trong chuyến làm khách hòa 1-1 trước Quảng Châu Hằng Đại, vào sân thay cho Lã Văn Quân ở phút 80.
Ngày 28 tháng 2 năm 2017, anh được cho mượn tại câu lạc bộ Hà Nam Kiến Nghiệp trong mùa giải 2017. Ngày 5 tháng 3 năm 2017, anh có trận đấu ra mắt cho Hà Nam trong trận hòa 0-0 trước Hà Bắc Hoa Hạ Hạnh Phúc. Anh đã ghi bốn bàn sau 29 lần ra sân trong mùa giải 2017 và giành giải Cầu thủ trẻ xuất sắc nhất năm của Hiệp hội bóng đá Trung Quốc.
Tháng 1 năm 2018, anh trở lại câu lạc bộ Thượng Hải SIPG. Ngày 9 tháng 7 năm 2018, anh được cho mượn lần thứ hai tại câu lạc bộ Hà Nam Kiến Nghiệp cho đến cuối mùa giải 2018.

## Thống kê sự nghiệp
Thống kê chính xác tính đến trận đấu diễn ra ngày 11 tháng 11 năm 2018.
| Thành tích câu lạc bộ | Thành tích câu lạc bộ | Thành tích câu lạc bộ              | Giải vô địch | Giải vô địch | Cúp     | Cúp       | Cúp Liên đoàn | Cúp Liên đoàn | Châu lục | Châu lục  | Tổng cộng | Tổng cộng |
| Mùa giải              | Câu lạc bộ            | Giải vô địch                       | Số trận      | Bàn thắng    | Số trận | Bàn thắng | Số trận       | Bàn thắng     | Số trận  | Bàn thắng | Số trận   | Bàn thắng |
| Trung Quốc            | Trung Quốc            | Trung Quốc                         | Giải vô địch | Giải vô địch | Cúp FA  | Cúp FA    | Cúp CSL       | Cúp CSL       | Châu Á   | Châu Á    | Tổng cộng | Tổng cộng |
| --------------------- | --------------------- | ---------------------------------- | ------------ | ------------ | ------- | --------- | ------------- | ------------- | -------- | --------- | --------- | --------- |
| 2015                  | Thượng Hải SIPG       | Giải bóng đá Ngoại hạng Trung Quốc | 0            | 0            | 0       | 0         | -             | -             | -        | -         | 0         | 0         |
| 2016                  | Thượng Hải SIPG       | Giải bóng đá Ngoại hạng Trung Quốc | 2            | 0            | 1       | 0         | -             | -             | 2        | 0         | 5         | 0         |
| 2017                  | Hà Nam Kiến Nghiệp    | Giải bóng đá Ngoại hạng Trung Quốc | 27           | 3            | 2       | 1         | -             | -             | -        | -         | 29        | 4         |
| 2018                  | Thượng Hải SIPG       | Giải bóng đá Ngoại hạng Trung Quốc | 11           | 0            | 3       | 0         | -             | -             | 3        | 0         | 17        | 0         |
| 2018                  | Hà Nam Kiến Nghiệp    | Giải bóng đá Ngoại hạng Trung Quốc | 13           | 0            | 0       | 0         | -             | -             | -        | -         | 13        | 0         |
| Tổng cộng             | Trung Quốc            | Trung Quốc                         | 53           | 3            | 6       | 1         | 0             | 0             | 5        | 0         | 64        | 4         |

## Danh hiệu

### Cá nhân
- Cầu thủ trẻ xuất sắc nhất năm của Hiệp hội bóng đá Trung Quốc: 2017